# Dicaeum ignicolle
Dicaeum ignicolle, "arublomsterpickare", är en fågelart i familjen blomsterpickare inom ordningen tättingar. Den betraktas oftast som underart till mistelblomsterpickare (Dicaeum hirundinaceum), men urskiljs sedan 2016 som egen art av Birdlife International och IUCN.
Fågeln förekommer endast i Aruöarna sydväst om Nya Guinea. Den kategoriseras av IUCN som livskraftig.